# Clarence von Rosen
Clarence von Rosen (10 de noviembre de 1903-7 de julio de 1933) fue un jinete sueco que compitió en las modalidades de salto ecuestre y concurso completo.
Participó en los Juegos Olímpicos de Los Ángeles 1932, obteniendo dos medallas, bronce en salto ecuestre individual y bronce en concurso completo individual.

## Palmarés internacional
| Juegos Olímpicos | Juegos Olímpicos             | Juegos Olímpicos  | Juegos Olímpicos |
| Año              | Lugar                        | Medalla           | Categoría        |
| ---------------- | ---------------------------- | ----------------- | ---------------- |
| 1932             | Los Ángeles (Estados Unidos) | Medalla de bronce | Individual       |

| Juegos Olímpicos | Juegos Olímpicos             | Juegos Olímpicos  | Juegos Olímpicos |
| Año              | Lugar                        | Medalla           | Categoría        |
| ---------------- | ---------------------------- | ----------------- | ---------------- |
| 1932             | Los Ángeles (Estados Unidos) | Medalla de bronce | Individual       |